# Cinegevanga
A cinegevanga (Calicalicus madagascariensis) a madarak osztályának verébalakúak (Passeriformes) rendjébe és a vangagébicsfélék (Vangidae) családjába tartozó faj.

## Rendszerezése
A fajt Carl von Linné svéd természettudós írta le 1766-ban, a Lanius nembe Lanius madagascariensis néven.

## Előfordulása
Madagaszkár területén honos. Természetes élőhelyei a szubtrópusi vagy trópusi síkvidéki és hegyi esőerdők, lombhullató erdők és száraz cserjések. Állandó, nem vonuló faj.

## Megjelenése
Testhossza 13–14 centiméter, testtömege 14-18,6 gramm.

## Életmódja
Főleg rovarokkal táplálkozik, de kisebb gerinceseket is, főként kaméleonokat fogyaszt.

## Természetvédelmi helyzete
Az elterjedési területe elég nagy, egyedszáma viszont ismeretlen. A Természetvédelmi Világszövetség Vörös listáján sebezhető fajként szerepel.